# New York Knicks 1992-1993
La stagione 1992-93 dei New York Knicks fu la 44ª nella NBA per la franchigia.
I New York Knicks vinsero la Atlantic Division della Eastern Conference con un record di 60-22. Nei play-off vinsero il primo turno con gli Indiana Pacers (3-1), la semifinale di conference con i Charlotte Hornets (4-1), perdendo poi la finale di conference con i Chicago Bulls (4-2).

## Roster
| N° | Naz.                   | Ruolo | Sportivo         | Anno | Alt. | Peso |
| -- | ---------------------- | ----- | ---------------- | ---- | ---- | ---- |
| 3  | Stati Uniti (bandiera) | G     | John Starks      | 1965 | 191  | 82   |
| 9  | Stati Uniti (bandiera) | GA    | Tony Campbell    | 1962 | 201  | 98   |
| 14 | Stati Uniti (bandiera) | A     | Anthony Mason    | 1966 | 201  | 113  |
| 16 | Stati Uniti (bandiera) | G     | Bo Kimble        | 1966 | 193  | 86   |
| 20 | Stati Uniti (bandiera) | G     | Rolando Blackman | 1959 | 198  | 86   |
| 25 | Stati Uniti (bandiera) | G     | Doc Rivers       | 1961 | 193  | 84   |
| 32 | Stati Uniti (bandiera) | AC    | Herb Williams    | 1958 | 208  | 110  |
| 33 | Stati Uniti (bandiera) | C     | Patrick Ewing    | 1962 | 213  | 109  |
| 34 | Stati Uniti (bandiera) | AC    | Charles Oakley   | 1963 | 203  | 102  |
| 42 | Stati Uniti (bandiera) | A     | Eric Anderson    | 1970 | 206  | 100  |
| 44 | Stati Uniti (bandiera) | G     | Hubert Davis     | 1970 | 196  | 83   |
| 50 | Stati Uniti (bandiera) | G     | Greg Anthony     | 1967 | 183  | 80   |
| 54 | Stati Uniti (bandiera) | AC    | Charles D. Smith | 1965 | 208  | 104  |

## Staff tecnico
- Allenatore: Pat Riley
- Vice-allenatore: Dick Harter, Jeff Van Gundy, Jeff Nix, Bob Salmi
- Preparatori atletici: Mike Saunders, Tim Walsh